# Rio Risle
O rio Risle é um rio da região da Normandia, no norte de França, com uma extensão de 144 km. É afluente do rio Sena pela margem esquerda. 
Nasce no departamento de Orne, cruz a parte ocidental do departamento de Eure no sentido sul-norte e junta-se ao rio Sena perto de Berville-sur-Mer.
Entre as localidades que banha estão:
- Orne (61): Sainte-Gauburge-Sainte-Colombe, L'Aigle
- Eure (27): Rugles, Beaumont-le-Roger, Brionne, Montfort-sur-Risle, Pont-Audemer.